# Adam Hicks
Adam Paul Neilson Hicks (n. 28 noiembrie 1992, Las Vegas, Nevada, SUA) este un actor foarte cunoscut din serialul difuzat pe Disney Channel "Zeke și Luther". Prima oară a apărut în serialul "Titus" (anul 2000). De asemenea a mai jucat în "The Funkhousers" interpretând rolul lui Robbie Funkhouser, în "That Was Then (Serial TV)" ca fiind un simplu băiat din clasă, a mai apărut în "The 12 Dogs of Christmas" în rolul lui Mike Stevens, în "Down and Derby" ca fiind Brady Davis, în "How to Eat Fried Worms" ca fiind Joe, în "The Shaggy Dog" (Quarterback) și în "Mostly Ghostly" ca fiind Colin Doyle.S-a născut în Las Vegas, Nevada  părinții lui fiind Ron și Lucy Hicks. Înălțime: 1.80. Animale: 5 pisici  numite Cleo, Marbles, Mindy, Smudgy și Wellington și 2 câini, rasa Beagle, numit Buddy și un Chihuahua numit Freckles care înseamnă pistrui. În realitate, Adam urăște matematica și toate materiile de genul acesta, însă îi place istoria . A studiat tobele timp de 7 ani. Nu îi place să înoate la o adâncime foarte mare deoarece îi este frică să știe că "sub" el înoată alte chestii ciudate, însă îi place să meargă la plajă și să facă surfing. Episoadele lui favorite din Zeke și Luther sunt "Luther leads" ("Liderul Luther") și "Soul Bucket" ("Trupa suflet pereche").

## Filmografie
| An             | Film                                    | Rol               | Note                   |
| -------------- | --------------------------------------- | ----------------- | ---------------------- |
| 2000-2002      | Titus                                   | 5-Year-Old Dave   | serial TV; 18 episodes |
| 2002           | The Funkhousers                         | Robbie Funkhouser | film de televiziune    |
| 2002           | That Was Then                           | Boy In Classroom  | serial TV; 1 episode   |
| 2005           | Down and Derby                          | Brady Davis       |                        |
| 2005           | Cei 12 căței ai Crăciunului             | Mike Stevens      |                        |
| 2006           | The Shaggy Dog                          | Quarterback       |                        |
| 2006           | How to Eat Fried Worms (film)           | Joe Guire         |                        |
| 2008           | Mostly Ghostly: Who Let the Ghosts Out? | Colin Doyle       |                        |
| 2009 - prezent | Zeke și Luther                          | Luther Waffles    | serial TV              |
| 2010-prezent   | Fratii Jonas in Los Angeles             | DZ                | serial TV              |
| 2012-prezent   | Pair of Kings                           | King Boz          | serial TV              |